# نورثبورو (ماساتشوستس)
نورثبورو (بالإنجليزية: Northborough, Massachusetts)‏ هي بلدة أمريكية تقع في الولايات المتحدة في مقاطعة ووستر (ماساتشوستس). يقدر عدد سكانها بـ 14,155 نسمة ومساحتها 48.6 كم2 وترتفع عن سطح البحر 91 متر.

## أعلام
- جون ديفيس
- ويليام فرنسيس ألين
- إليجاه بريغهام
- جوزيف هنري ألين